# Troféu Beaumont
O Troféu Beaumont (oficialmente:Beaumont Trophy), é uma corrida de ciclismo de um único dia que se disputa nos arredores de Stamfordham, no condado de Northumberland no Reino Unido.
Foi criada em 1952 e desde 2014 faz parte do UCI Europe Tour, em categoria 1.2. (última categoria do profissionalismo).

## Palmarés
| Ano  | Ganhador           | Segundo          | Terceiro            |
| ---- | ------------------ | ---------------- | ------------------- |
| 1952 | Stan Blair         |                  |                     |
| 1953 | Donald Sanderson   |                  |                     |
| 1954 | Des Robinson       |                  |                     |
| 1955 | Donald Sanderson   |                  |                     |
| 1958 | Bill Baty          |                  |                     |
| 1962 | Derek Hepple       |                  |                     |
| 1963 | Rum Gardener       |                  |                     |
| 1964 | John Dixon         |                  |                     |
| 1965 | Norman Baty        |                  |                     |
| 1966 | Ray Wetherell      |                  |                     |
| 1967 | Ray Wetherell      |                  |                     |
| 1968 | Ray Wetherell      |                  |                     |
| 1969 | Paul Blackett      |                  |                     |
| 1970 | Eddie McGourley    |                  |                     |
| 1971 | Ray Wetherell      |                  |                     |
| 1972 | Ray Wetherell      |                  |                     |
| 1973 | Joe Waugh          |                  |                     |
| 1975 | Robin Childes      |                  |                     |
| 1976 | Alan Topp          |                  |                     |
| 1982 | Richard Healy      |                  |                     |
| 1983 | Arthur Caygill     |                  |                     |
| 1990 | Robert Harris      |                  |                     |
| 1991 | Andy Matheson      |                  |                     |
| 1993 | Richard Moore      |                  |                     |
| 1994 | Paul Curran        |                  |                     |
| 1995 | Mark Walsham       |                  |                     |
| 1997 | Paul Blackett      |                  |                     |
| 1998 | Elliot Gowland     |                  |                     |
| 1999 | Ian Childes        |                  |                     |
| 2000 | Billy Mitchinson   |                  |                     |
| 2001 | Glen Turnbull      |                  |                     |
| 2002 | Richard Sutcliffe  | Kevin Eckersall  | Christopher Breedon |
| 2003 | Graham McGarrity   | Richard King     | Michael Milen       |
| 2004 | Mark Wordsworth    | Wayne Randle     | Mike Moss           |
| 2005 | Malcolm Elliott    | Evan Oliphant    | Leigh Cowell        |
| 2006 | Evan Oliphant      | Robert Partridge | Robin Sharman       |
| 2007 | Russell Downing    | Malcolm Elliott  | Chris Newton        |
| 2008 | Robert Hayles      | Peter Williams   | Russell Downing     |
| 2009 | Bradley Wiggins    | Russell Downing  | Mark McNally        |
| 2010 | Chris Newton       | Simon Richardson | Peter Williams      |
| 2011 | Bradley Wiggins    |                  |                     |
| 2012 | Russell Downing    | Chris Opie       | Marcin Białobłocki  |
| 2013 | Dean Downing       | Daniel Barry     | Niklas Gustavsson   |
| 2014 | Kristian House     | Mark Christian   | Adam Blythe         |
| 2015 | Christopher Latham | Thomas Stewart   | Yanto Barker        |
| 2016 | Dion Smith         | Liam Holohan     | Daniel Bigham       |
| 2017 | Peter Williams     | James Gullen     | Thomas Stewart      |

## Palmarés por países
| País          | Vitórias |
| ------------- | -------- |
| Reino Unido   | 46       |
| Nova Zelândia | 1        |